# مکوروت
مکوروت (عبری: מקורות‎) شرکت آب اسرائیلی است، که در سال ۱۹۳۷ تأسیس شد.